# ミッテンアール
ミッテンアール (ドイツ語: Mittenaar) は、ドイツ連邦共和国ヘッセン州ギーセン行政管区のラーン＝ディル郡に属す町村（以下、本項では便宜上「町」と記述する）である。

## 地理

### 位置
ミッテンアールは、豊かな森に覆われた高度 445 m までの丘陵地「ヘレ」に位置し、グラーデンバッハ山麓の環境下にある。

### 町域の広がり
3,518 ヘクタールの町域内に 5,000人以上が暮らしている。約 45 km の道路が各地区間を結んでいる。町域の森林占有率は 50 % を超える。

### 隣接する市町村
ミッテンアールは、北はジークバッハ、北東はビショッフェン、東はホーエンアール、南東はアスラール、南はエーリングハウゼン、南西はジン、西はヘルボルン（以上いずれもラーン＝ディル郡）と境を接している。

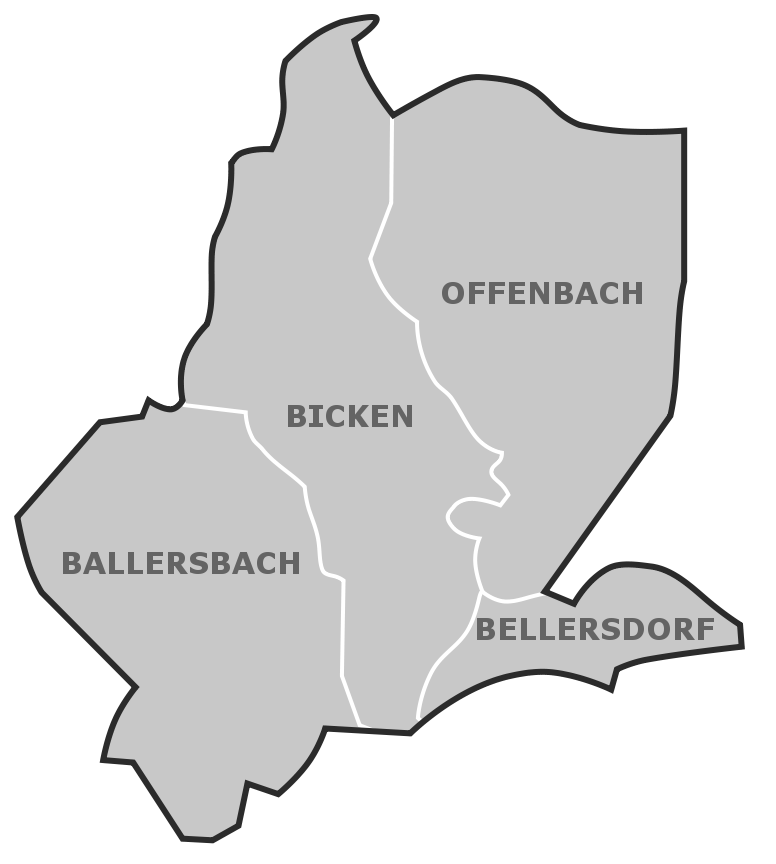
ミッテンアールの町内地区図

### 自治体の構成
この町は、バラースバッハ、ベラースドルフ、ビッケン（行政機関の所在地）、オッフェンバッハの各地区からなる。

## 歴史
自治体ミッテンアールは、ヘッセン州の地域再編に先がけて、1971年12月31日に、それまで独立した町村であったバラースバッハ、ビッケン、オッフェンバッハが合併して成立した。ベラースドルフは1972年4月1日にこれに編入された。

## 行政

### 議会
ミッテンアールの町議会は、23議席で構成されている。

### 首長
2013年9月22日に町長選挙が行われ、7人の候補者の中からマルクス・ドイジング (SPD) が 52.1 % の票を獲得して当選した。彼は、10月22日に、わずか4週間で背任により失職したゲリット・クリンゲルヘーファーの後任として町長に就任した。
直接選挙制度導入後の町長は以下の通りである。
- 1995年 - 2013年3月30日: ヘルマン・シュトイビング (SPD)
- 2013年4月1日 - 4月30日: ゲリット・クリンゲルヘーファー（無所属）
- 2013年10月22日 - : マルクス・ドイジング (SPD)

### 紋章
図柄: 黒地に金色（黄色）の斜め波帯。上部に金色（黄色）のクローバーの葉。下部には2本の銀色の横帯。
この紋章は、町内を流れるアール川を象徴する波帯の他に、かつてこの町域を治めた2つの貴族家の家紋からその意匠を採っている。クローバーはデルンバッハ家（アルト＝デルンバッハ家、すなわちヘルボルン＝ゼールバッハ家）、2本の横帯はビッケン家である。

## 文化

### 音楽
1950年12月9日にシュピールマンスツーク・ビッケンが設立された。この団体は、1967年からはムジークツーク・ビッケンとして知られている。レパートリーは、ボヘミアおよびモラビアの吹奏楽である。
青年合唱団「ヤング・ヴォイシーズ・ミッテンアール」は、2000年に、MGV 1861 バラースバッハ、GV ゼンガーフェライニグング 1860 ビッケン、GV アイントラハト・オフェンバッハの3つの合唱団の主導で設立された。レパートリーは、宗教曲、ゴスペル、エバーグリーン、現代作品を含む。

### 年中行事
- ハーヘッパー（7月最終週末の金曜日と土曜日）[6]
- マイバウムフェスト（4月30日 オッフェンバッハ、ビッケン、ベラースドルフ）
- アールタール合唱団のアールタール＝グループコンサート（2年ごと）
- ビッケンのクリスマスマーケット（第1アドヴェントの土曜日）

## 人物

### 出身者
- ヨハン・ハインリヒ・アルシュテット（ドイツ語版、英語版）（1588年 - 1638年）福音主義神学者、哲学者、教育者、博学者